# Savci
Savci so naselje v Občini Sveti Tomaž.
So razloženo naselje pod Savskim vrhom z gručastim jedrom na levem bregu potoka Sejance. Na Botkovskem potoku je urejen Savski ribnik, ki je zelo priljubljena točka športnih ribičev iz vse Slovenije in tudi iz tujine. 
Kraj je znan tudi kot rojstni kraj dr. Stanka Cajnkarja (1900- 1977), pripovednika, esejista, dramatika in dekana teološke fakultete v Ljubljani. 
V Savcih si lahko ogledate tudi Stajnkov vodni mlin, ki so ga obnovili leta 1995 in žal ne deluje več. V kraju se nahajajo tudi gasilski dom in kapelica.

## Vaški grb
Brus se uporablja za brusenje kovinskega premičnega orodja in rezil. Za Savčane pa pravijo, da so si z brusim gladili človeško jezo. Odtod tudi brus v vaškem grbu.